# Oacoma (Dakota Południowa)
Oacoma – miasto w Stanach Zjednoczonych, w stanie Dakota Południowa, w hrabstwie Lyman.